# Harry M. Hallman
Harry M. Hallman (* 30. Juli 1934 in Greenwood, South Carolina; † 8. Januar 2011 in Mount Pleasant, South Carolina) war der 33. Bürgermeister von Mount Pleasant, South Carolina.
Hallman studierte an der University of South Carolina und erhielt dort 1958 seinen Bachelor of Science. Von 1988 bis 1996 war er als Abgeordneter in das Repräsentantenhaus von South Carolina gewählt worden. Im September 2000 wurde er zum Bürgermeister von Mount Pleasant gewählt. 2004 erfolgte seine Wiederwahl. Im Mai 2009 dankte er aufgrund einer Erkrankung ab.
Hallman war verheiratet und hatte einen Sohn und zwei Töchter sowie sechs Enkelkinder. Von der University of Charleston erhielt Hallman einen Ehrendoktor.